# Fredda è la notte
Fredda è la notte (Cold Comes the Night) è un film del 2013 diretto da Tze Chun.

## Trama
Una proprietaria di un motel, Chloe, si ritrova presa in ostaggio con la figlia Sophia da un criminale polacco, Topolewski. Quest'ultimo, la cui vista presenta gravi carenze (motivo per cui gli è stato affibbiato il soprannome di "Topo", che in spagnolo significa "talpa"), è infatti intenzionato a far recuperare una borsa piena di denaro da Billy, un poliziotto corrotto amico di Chloe.

## Produzione
Si tratta di un thriller indipendente che vede tra i protagonisti Alice Eve, Bryan Cranston e Logan Marshall-Green. Noto anche con i titoli di lavorazione Cold Quarter e Eye of Winter, venne girato nell'autunno del 2012 nella contea di Greene, nello Stato di New York.

## Distribuzione
Il film è stato distribuito per la prima volta nel Regno Unito a partire dal 20 settembre 2013.